# 서애관
서애관(西厓館, Seo Ae Gwan)은 육군사관학교에 있는 종합실내체육관 중 하나이다. 1980년 준공하고 2013년 리모델링 공사를 완료한 생도 체력단련 시설이다. 류성룡의 호를 따서 명명되었으며, 메인홀(농구, 핸드볼), 태권도장, 웨이트장 등을 구비하고 있다.  

## 위치
서애관은 육군사관학교 2정문인 행정안내소를 통과하여 나오는 첫번째 사거리에서 좌회전을 하여 길을 따라 갔을 때, 좌측에 첫번째로 보이는 건물이 양지관이고 두번째로 보이는 건물 즉, 양지관 우측에 위치하고 있다.  

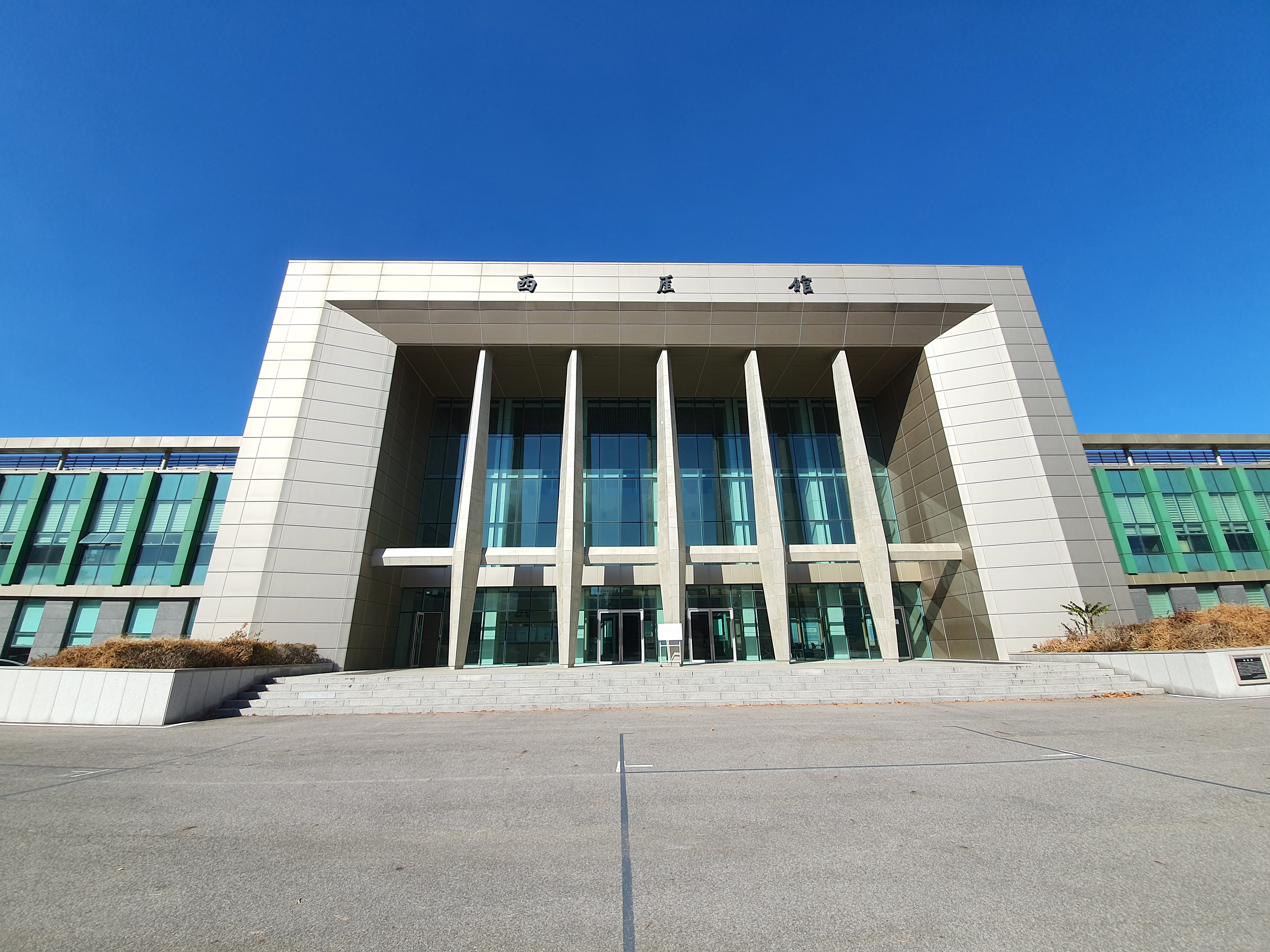
서애관 건물을 건물 밖 정면에서 찍은 사진이다.

## 건물 정보
- 서애 류성룡의 후손인 풍산금속 류찬우 회장의 기증으로 1980년 4월에 건립(2011년 9월 1차 보수공사)되었다.(당시 총면적 5,699㎡)
- 2013년 5월1일 육사 체육관인 서애관(西厓館) 증·개축 공사 준공식이 열렸다. 이날 행사에는 이봉관 서희건설 보관됨 2020-10-31 - 웨이백 머신 회장,박남수 육군사관학교장, 류진 회장을 비롯한 관계자 100여명이 참석했다. 지상 2층, 지하 1층 규모이며 금번 기존 건축물 6,557.37㎡의 시설개선과 체력단련실, 다목적실 ,교수연구실 등 1,179㎡을 증축하였다.

## 이용 시간
|          | 평일 이용시간 | 주말 이용시간 | 신입생 선발기간 |
| -------- | ------------- | ------------- | --------------- |
| 웨이트장 | 0800~2100     | 0800~2100     | 1300~2100       |
| 유산소실 | 0800~2100     | 0800~2100     | 1300~2100       |
| 태권도장 | 0800~2100     | 0800~2100     | 1300~2100       |

## 건물 시설

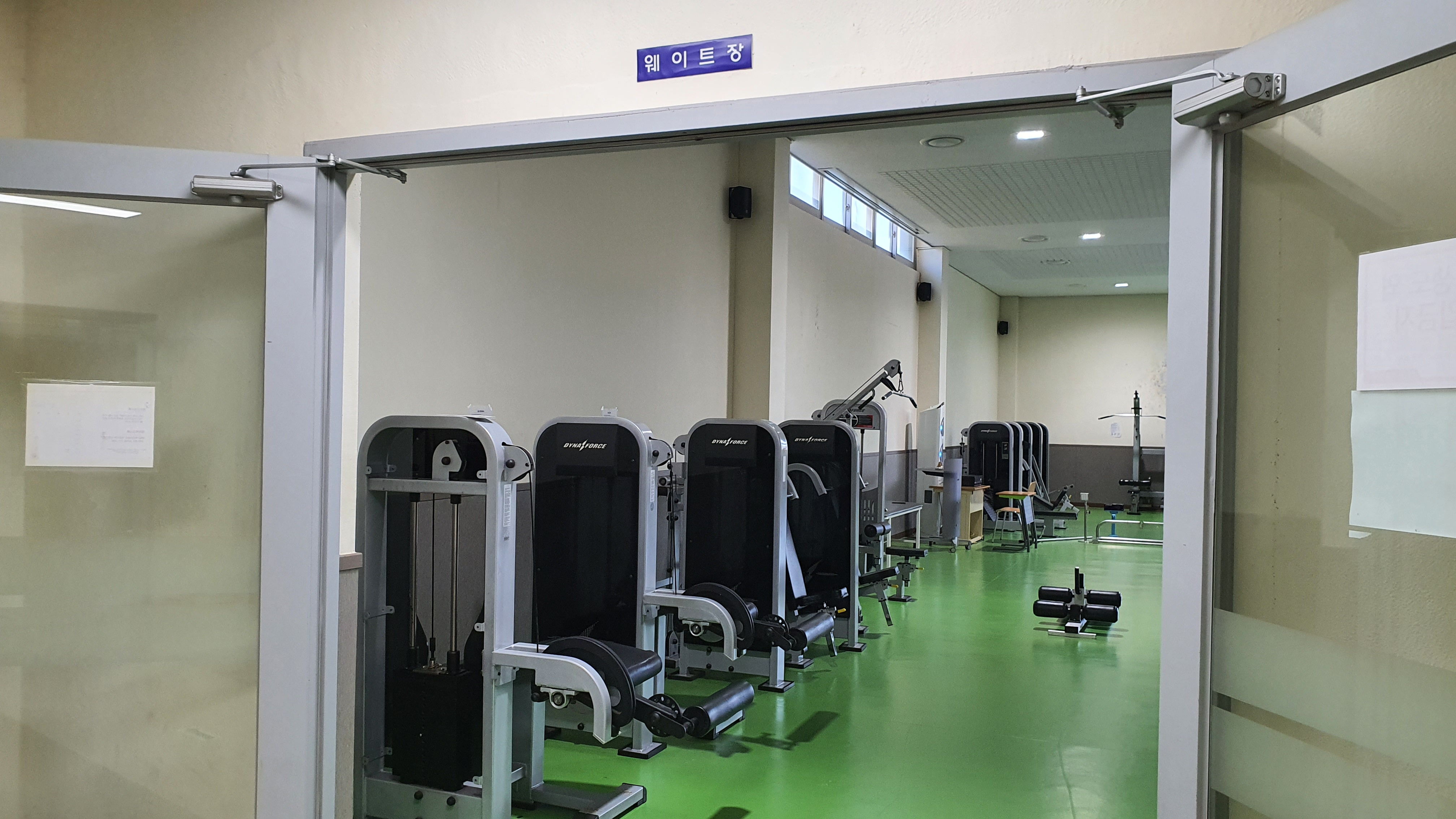
서애관에 있는 웨이트장이다. 2번째 출입문에서 찍은 뷰이다.

### 웨이트 트레이닝룸
생도들의 웨이트 트레이닝을 위한 시설이다. 중앙에 레슬링 코트가 있고 주변으로 운동기구들이 정렬되어 있다. 스쿼트 렉, 벤치, 데드리프트 판, 스미스 머신, 턱걸이 봉, 1인용 트램펄린, 딥스 바, 각각의 중량 원판/덤벨/케틀벨, 시티드 로우, 렛 풀 다운, 레그 프레스, 케이블, 폼롤러, 펙 덱 플라이 등등 사회의 큰 헬스장 못지 않게 많은 운동기구들과 시설이 있다.
웨이트 트레이닝룸의 오른쪽 벽면은 통거울로 되어있는데 그 위에 '근육은 나의 갑옷이다.'라는 말이 쓰여져 있다.

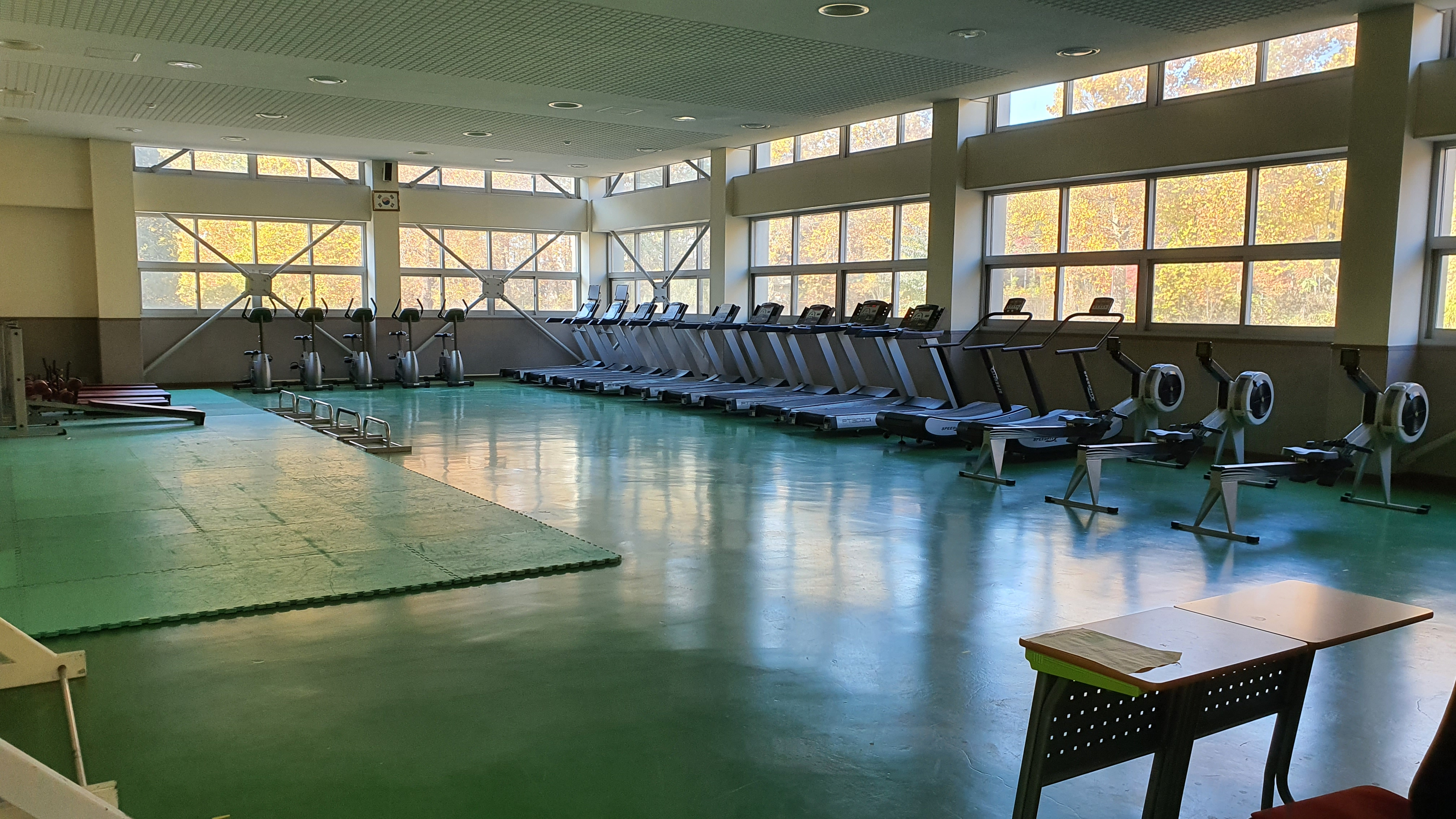
서애관에 있는 유산소 트레이닝룸이다. 입구에서 찍은 전체 뷰이다.

### 유산소 트레이닝룸
생도들의 유산소 트레이닝을 위한 시설이다. 유산소 운동을 위한 장비 및 맨몸운동을 위한 장비들인 푸쉬업 바, 싯업 바, 바이시클, 런닝머신, 로잉머신, 무동력 트레드밀 등등을 갖추고 있다.   

### 태권도장
생도들의 태권도 수련을 위한 시설이다. 바닥에는 초록색 매트가 깔려있으며 발차기 및 지르기를 연습할 수 있는 다양한 크기의 미트와 샌드백, 더미 인형이 준비되어 있다.

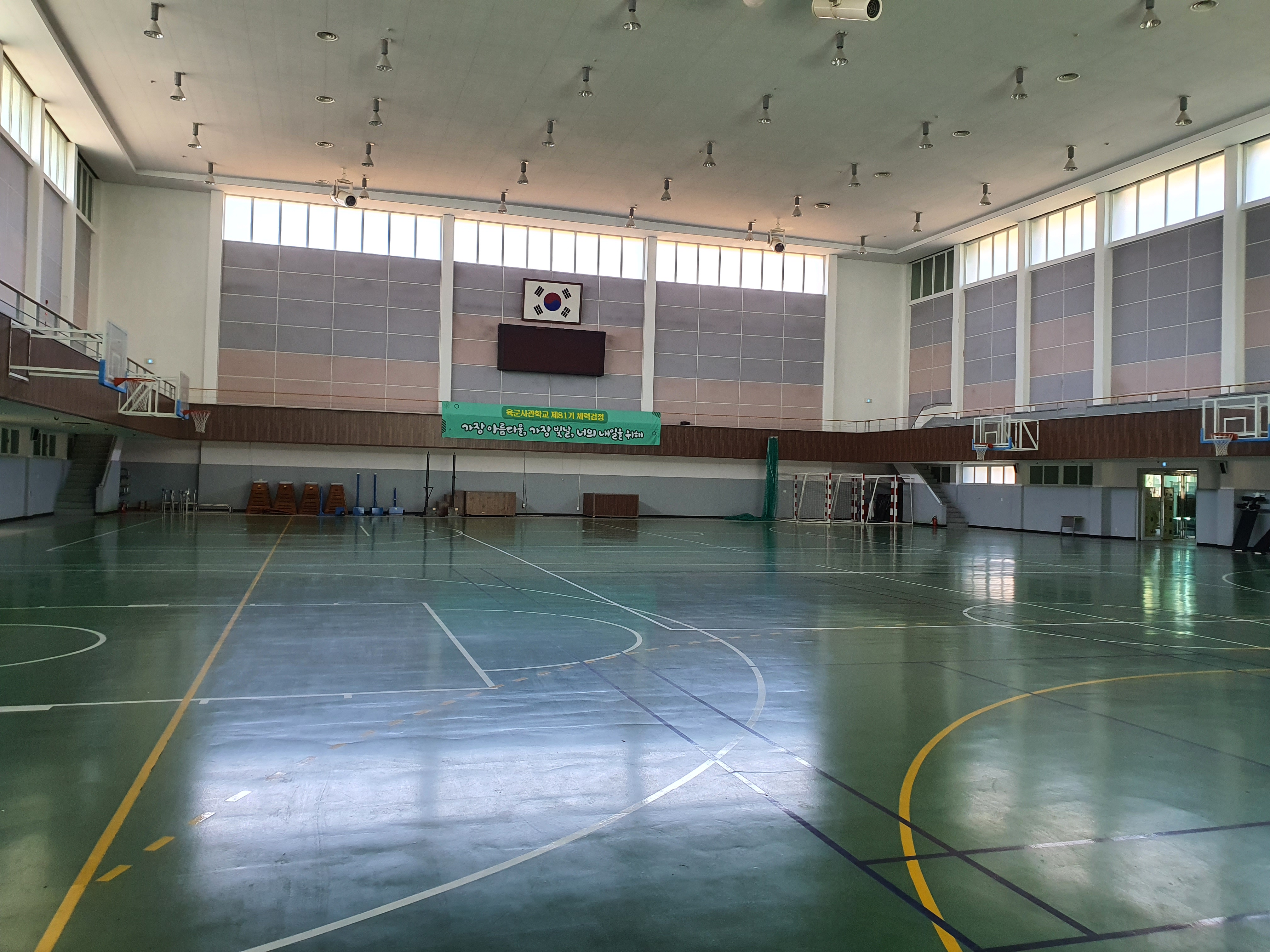
서애관에 있는 메인홀이다. 핸드볼장 겸 농구장이 있다.

### 메인홀
농구장 겸 핸드볼 경기장으로 사용할 수 있는 넓은 공간으로 우레탄 바닥이며 강사가 올라가 설명할 수 있는 연설대가 있다.

#### 농구
게임을 할 수 있는 코트로 3개의 코트가 있으며 골대는 총 6개 준비되어 있다. 양측 벽면에는 선수들이 쉴 수 있는 벤치도 준비되어 있다.

#### 핸드볼
핸드볼을 할 수 있는 크기의 코트로 골대는 평소에는 한쪽에 잘 정리되어 있고 수요일 문화체육활동 시간에 핸드볼부가 주로 이용한다.

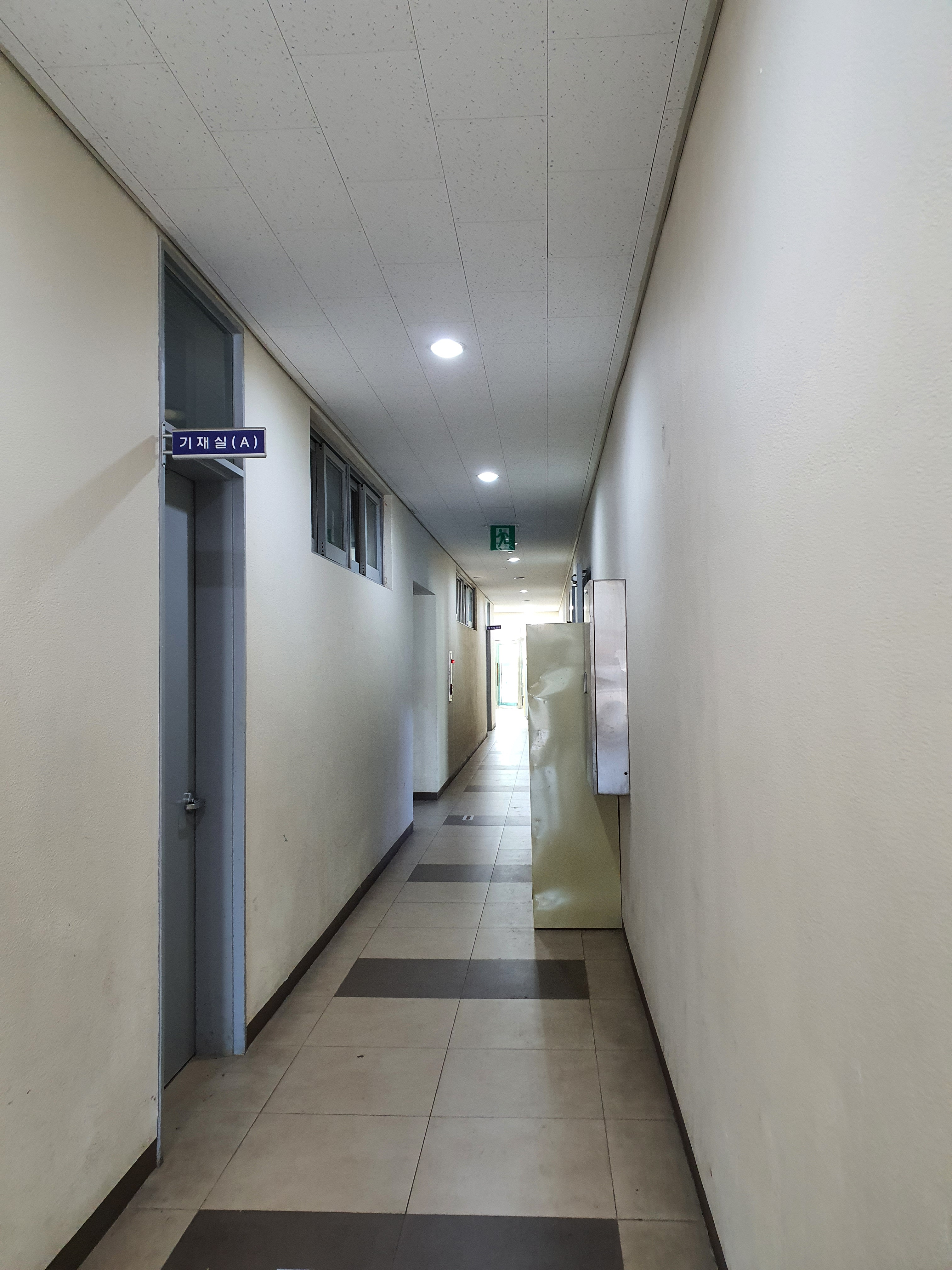
서애관 내 기재실이 있는 통로의 사진이다.

### 기재실
체육 활동을 위한 각종 기재들이 있다. 축구공, 농구공, 핸드볼, 태권도 미트 등등이 있다. 

### 교수 사무실

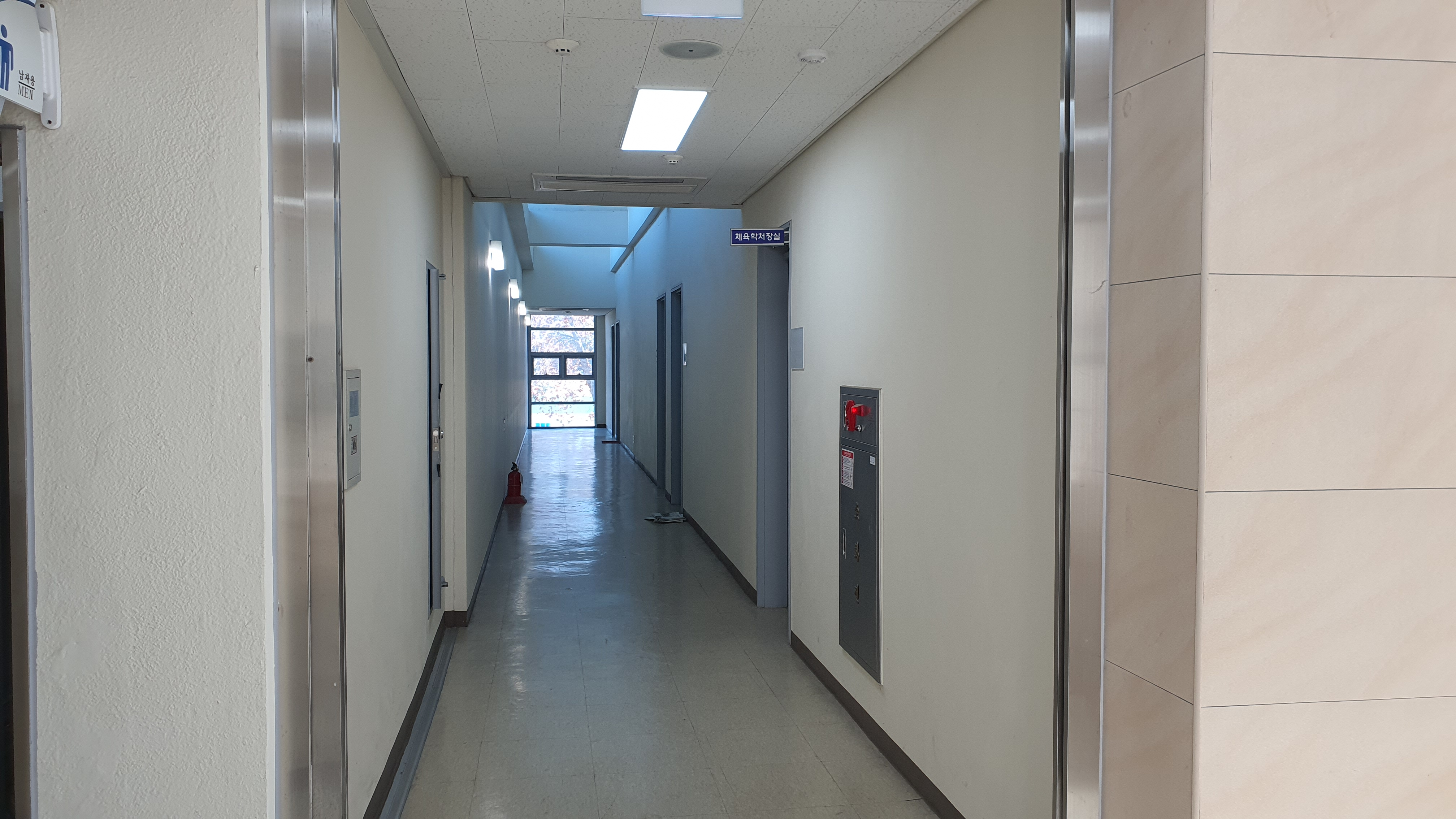
서애관 2층 복도 중 한 통로 사진이다. 교수님들 사무실이 있으며 소화전 바로 옆은 체육학처장실이다.

사진은 서애관 2층 복도 중 한 통로 사진이다. 교수님 사무실에서는 교수님들이 체육학 관련하여 작업 및 교육자료 준비를 하신다.

### 조교 사무실
체육학처에는 군복무를 체육학 조교로 활동하는 용사분들이 계시다. 보통 특정 운동 분야의 아마추어 선수 출신부터 상비군 출신까지 많은 분야의 훌륭한 능력을 가진 분들이 이곳으로 자대 배치 받게 된다. 조교 사무실은 이 용사분들이 생활하는 곳이다.

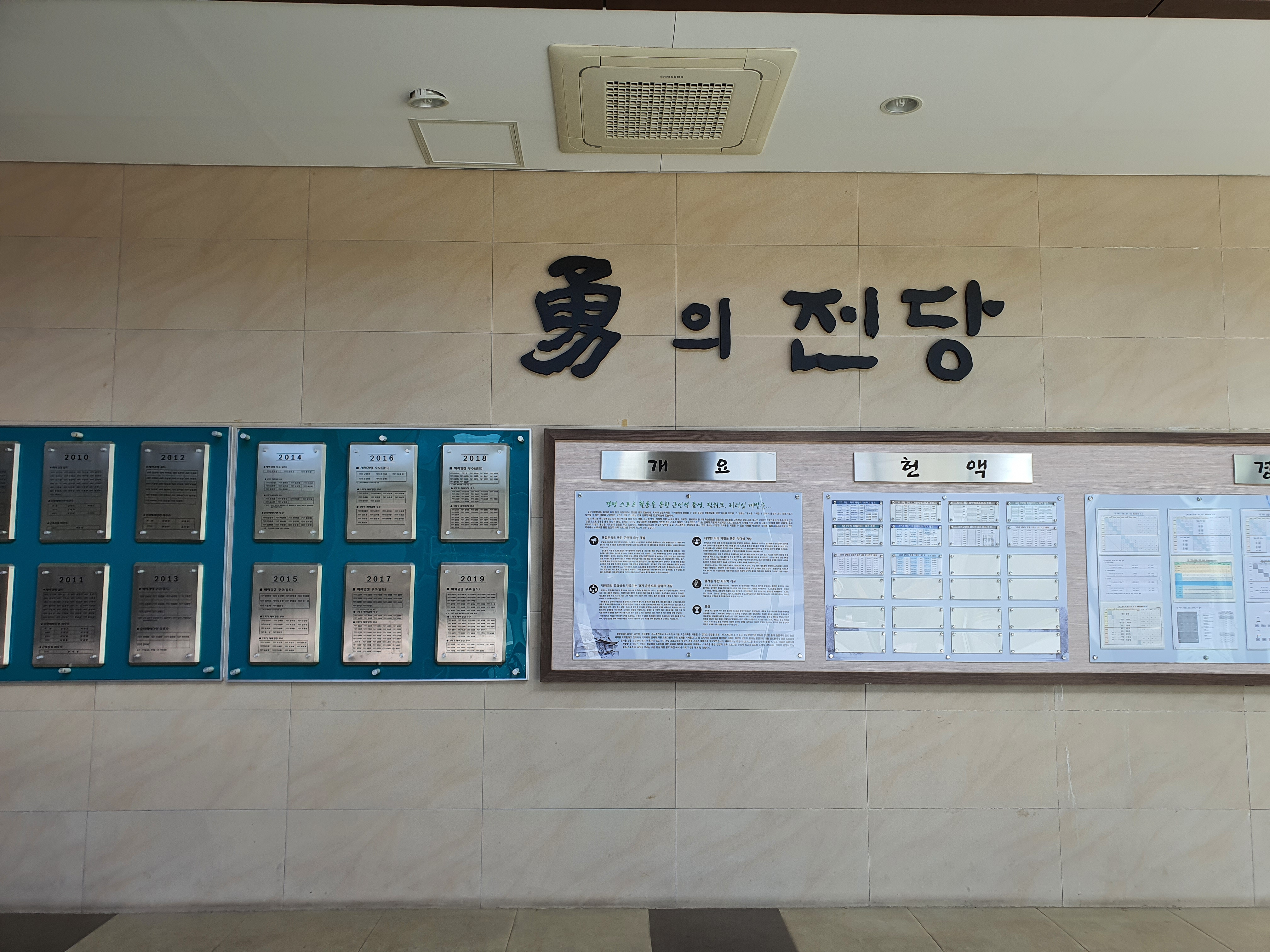
서애관에 있는 "勇(용)의 전당"이다.

### 명예의 전당
육군사관학교에서 매년 매 학기마다 보는 정기 체력검정에서 전체 등급이 실버 또는 골드 점수 이상을 득점한 사람들을 기재해 놓은 판이다. 정기 체력검정 세 종목은 팔굽혀펴기, 윗몸일으키기, 3km 뜀걸음이고 각 종목별 만점은 100점이며, 70점 이상 80점 미만이 특급, 80점 이상 90점 미만이 실버, 90점 이상을 골드라고 하는데 전체 등급은 체력검정 세 종목 중 가장 낮은 점수를 기준으로 본다. 그렇기에 실버에 기재된 생도들은 총합 점수가 최소 240점 이상, 골드에 기재된 생도들은 총합 점수가 최소 270점 이상이므로 대단하다고 볼 수 있고, 또한 기록도 되어 남기 때문에 명예 및 자부심도 가질 수 있다.

### 클라이밍 외벽
서애관 건물 외부(입구를 바라본 기준에서 건물 뒷면)에 클라이밍 시설이 설치되어 있다. 문화체육부서에 <클라이밍부>가 있는데 클라이밍부에서 주로 이용하고 다른 생도들도 안전장비 착용 하 이용할 수 있는 운동 시설 중 하나이다.

## 내부 활동

### 태권도 수업(체육학)
육군사관학교에서의 대략적인 하루 시간표를 보면 오전 8시부터 오후 2시정도까지 충무관에서 교과과목에 대한 수업을 듣는다. 그러고나서 오후3시부터 5시까지는 보통 체육활동을 진행하는데, 생도대의 1대대는 월요일은 체육학 수업, 화요일은 전투체력단련 수업, 수요일은 소위 동아리라 불리는 문화체육부서 활동, 목요일은 중대 간 경쟁스포츠를 진행하는 화랑리더스리그가 진행된다. 2대대도 비슷하지만 월요일에 전투체력단련 수업을 듣고 화요일에 체육학 수업을 듣는다는 점만 다르다. 
여기서 체육학 수업에 대해 알아보면 다양한 종류의 체육활동들을 생도들이 직접 학기 시작 전 고를 수 있고, 이런 식으로 매 학기마다 배우고 싶은 운동을 배울 수 있는 수업이다. 이때 육군사관학교 졸업 필수 요건 중에 태권도 1단 이상 취득이 있기 때문에 전 생도들은 3학년이 되기 전 1단을 취득하여야 한다. 그래서 단증이 없는 생도들은 의무적으로 태권도 수업을 듣게 되는데 그 수업을 서애관에 있는 태권도장에서 진행하게 된다.
태권도에 대한 지식을 배우고 정신을 몸으로 느낀다. 태권도 수업은 크게 3가지 수업으로 나누어 받는다. 첫째는 품새이다. 기본적으로 단증 취득을 위해 필요한 1장부터 8장까지의 품새를 배우는 과정이다. 둘째는 동작이다. 품새에 등장하는 동작들을 하나하나 세세하고 집중적으로 배운다. 주로 발차기나 지르기를 중점적으로 배우며 서로 미트를 잡아주고 치는 식으로 진행한다. 셋째는 호신술이다. 결론적으로 생도들은 군인이기 때문에 무도라는 것을 정신 수양뿐만 아니라 실제 전장 상황에서, 살생에까지도 이용하여야 한다는 것을 중점에 두고 진행하는 수업이다.  품새에 나오는 막기 동작들이나 발차기, 지르기 등을 활용하여 무도에 있어 실전적인 훈련을 주로 한다.

### 웨이트 트레이닝 수업(체육학)
체육학 체육 과목 중 웨이트 트레이닝에 대해 전문적으로 배우는 수업이다. 웨이트 트레이닝을 하는 목적과 다양한 목적에 따른 운동법과 식단법, 운동 패턴, 각 부위별 운동방법, 운동 전 후 스트레칭 방법, 영양소 섭취 등 단순히 운동 뿐만 아니라 복합적으로 신체 생리학까지도 다룬다.

### 농구 수업(체육학)
체육학 체육 과목 중 농구에 대해 전문적으로 배우는 수업이다. 농구를 위한 스트레칭과 기본적인 동작, 스텝 훈련을 시작으로 서로서로 패스를 주고 받기도 하고 구역별 슛을 연습하기도 하며, 팀 단위로 경기 운영 방식이나 움직임, 전략, 동료들과의 팀워크까지 모두 배운다. 

### 체력검정
육군사관학교에서는 매년 한 학기에 한 번씩 정기 체력검정을 진행한다. 체력검정 종목은 현 육군 체력검정 종목과 같다. 2분 동안의 팔굽혀펴기 개수 측정과 2분 동안의 윗몸일으키기 개수 측정, 3km 뜀걸음 기록 측정으로 총 세 가지이다. 
등급은 현 육군 지침을 따라가는데 학년마다, 학기마다 그 차등을 두고 있다. 1학년 1학기에는 3급, 1학년 2학기에는 2급, 2학년에는 1급, 3학년 이상부터는 모두 특급을 달성해야만 하고, 달성하지 못한 생도들은 합격할 때까지 계속해서 재시험을 보게 된다. 합격하지 못하면 최종 합격 전까지 외출, 외박이 통제되고 휴가 일부분까지도 반납해야 할 수도 있다.
체력검정 종목 중 팔굽혀펴기와 윗몸일으키기 측정은 서애관 메인홀에서 진행하게 된다. 학년별로 요일이 나누어져 있고, 중대별로 순서를 정해 진행한다. 생도들은 두 종목 중 각자 자신이 원하는 것을 먼저 응시할 수 있고 이 실내에서 진행하는 두 종목을 모두 응시한 후 따로 모여 있다가 일정 인원이 모이면 단체로 3km 뜀걸음 측정을 하러 야외로 나간다.
팔굽혀펴기 측정 같은 경우, 서애관 내 전자 센서가 장착된 팔굽혀펴기 기구를 이용한다. 생도들은 응시 전 상의에 딱 맞는 흰색 체육복을 입고 진행하게 되는데 가슴이 봉에 5cm 이하로 가까이 붙으면 "삑" 소리가 나고 다시 올라갈 때에는 기존에 측정해둔 팔 길이의 3/4이상 올라가면 다시 "삑" 소리가 난 후 한 개가 카운팅 된다.
윗몸일으키기 측정 같은 경우, 생도 한 명 당 조교 한 명이 서서 개수를 세주는데 견갑골이 싯업 보드에 닿아야 하며 양쪽 손은 교차하여 쇄골에 닿아있어야 하고 올라와서는 팔꿈치가 무릎에 닿아야 한 개로 카운트한다. 이때 조교의 권한으로 두 번 이상의 경고 후 노카운트를 할 수 있다.

## 같이 보기
#. 육군사관학교
#. 양지관